# 坪田小猿
坪田小猿（つぼたこえん、生年未詳－1937年8月27日）は、大日本帝国海軍の軍人。

## 経歴
海軍兵学校第29期｡
1901年に、少尉候補生となる。1903年に、少尉となる。1904年に、中尉となる。1905年に大尉となり、鈴谷砲術長と千代田砲術長を歴任する。1911年に少佐となり、肥前砲術長を務める。その後海軍兵学校副官となり、1917年には中佐となり、石見副長と伊吹副長を歴任する。1920年に大和艦長となったあと、能登呂艦長心得を務める。1922年に大佐となる。1923年に予備役となった。